# Yelena Ivanova
Yelena Ivanova (Unión Soviética, 23 de enero de 1961), también llamada Yelena Sinchukova, es una atleta soviética retirada especializada en la prueba de salto de longitud, en la que ha conseguido ser medallista de bronce europea en 1982.

## Carrera deportiva
En el Campeonato Europeo de Atletismo de 1982 ganó la medalla de bronce en el salto de longitud, con un salto de 6.73 metros, siendo superada por las rumanas Vali Ionescu (oro con 6.79 metros) y Anişoara Cuşmir-Stanciu (plata con 6.73 m).